# Pantełejmoniwka (rejon pokrowski)
Pantełejmoniwka (ukr. Пантелеймонівка) – wieś na Ukrainie, w obwodzie donieckim. W 2001 liczyła 77 mieszkańców.
W 2025 roku podczas rosyjskiej inwazji na Ukraine kontrola nad wsią została przejęta przez siły rosyjskie.